# شورد فان خینکن
شورد فان خینکن (هلندی: Sjoerd van Ginneken؛ زادهٔ ۶ نوامبر ۱۹۹۲) دوچرخه‌سوار اهل هلند است.
از باشگاه‌هایی که در آن رکاب زده‌است می‌توان به تیم دوچرخه‌سواری رومپوت–ندرلانسه لوتری اشاره کرد.